# Jour de louange
 (novembre 2018).
 (novembre 2018).
Le contenu est difficilement compréhensible vu les erreurs de traduction, qui sont peut-être dues à l'utilisation d'un logiciel de traduction automatique.
Jour de louange (en anglais: Day to Praise; en hébreu: יום הלל Yom Hallel) est une initiative mondiale énoncée par le chancelier et fondateur de CJCUC, le rabbin Shlomo Riskin et le directeur exécutif de CJCUC, David Nekrutman. Le jour de Yom Haʿatzmaout (Jour de l'Indépendance d'Israël), les chrétiens du monde entier sont invités par le rabbin Riskin à réciter le Hallel (Psaumes 113-118) avec le peuple juif dans une célébration de Dieu pour l'État d'Israël,,,,,,,,,,,.

## Histoire

### le Hallel
Hallel se compose de six Psaumes (113-118), qui sont récités comme une unité, sur occasions joyeuse. Ces occasions comprennent ce qui suit : les trois fêtes de pèlerinage Pessa'h, Chavouot et Souccot (les "plus grands" jours saints juifs, mentionnés dans la Torah) et Hanoukka et Roch Hodech (débuts du nouveau mois). Deux ans après la création de l'État d'Israël en 1948, le Grand Rabbinat d'Israël a décidé que Yom Haʿatzmaout doit recevoir le statut d'une fête juive mineure sur laquelle Hallel (Psaumes 113-118) être récitée. La récitation de la bénédiction sur Hallel a été introduit en 1973 par le chef israélien rabbin Shlomo Goren.

### Conception
En octobre 2014, le rabbin Shlomo Riskin, le chancelier et fondateur du Centre pour l'entendement et la coopération judéo-chrétienne (CJCUC), est devenu le premier rabbin orthodoxe pour inviter les visiteurs chrétiens en Israël pour participer à un "rassemblement de louange» avec les dirigeants interconfessionnels juifs à le siège du Centre au cours de la fête de Souccot pendant laquelle Hallel était récitée,. Cet festif servirait, événement, de base à la conception éventuelle de l'initiative mondiale, Le Jour de louange.

### En 2015

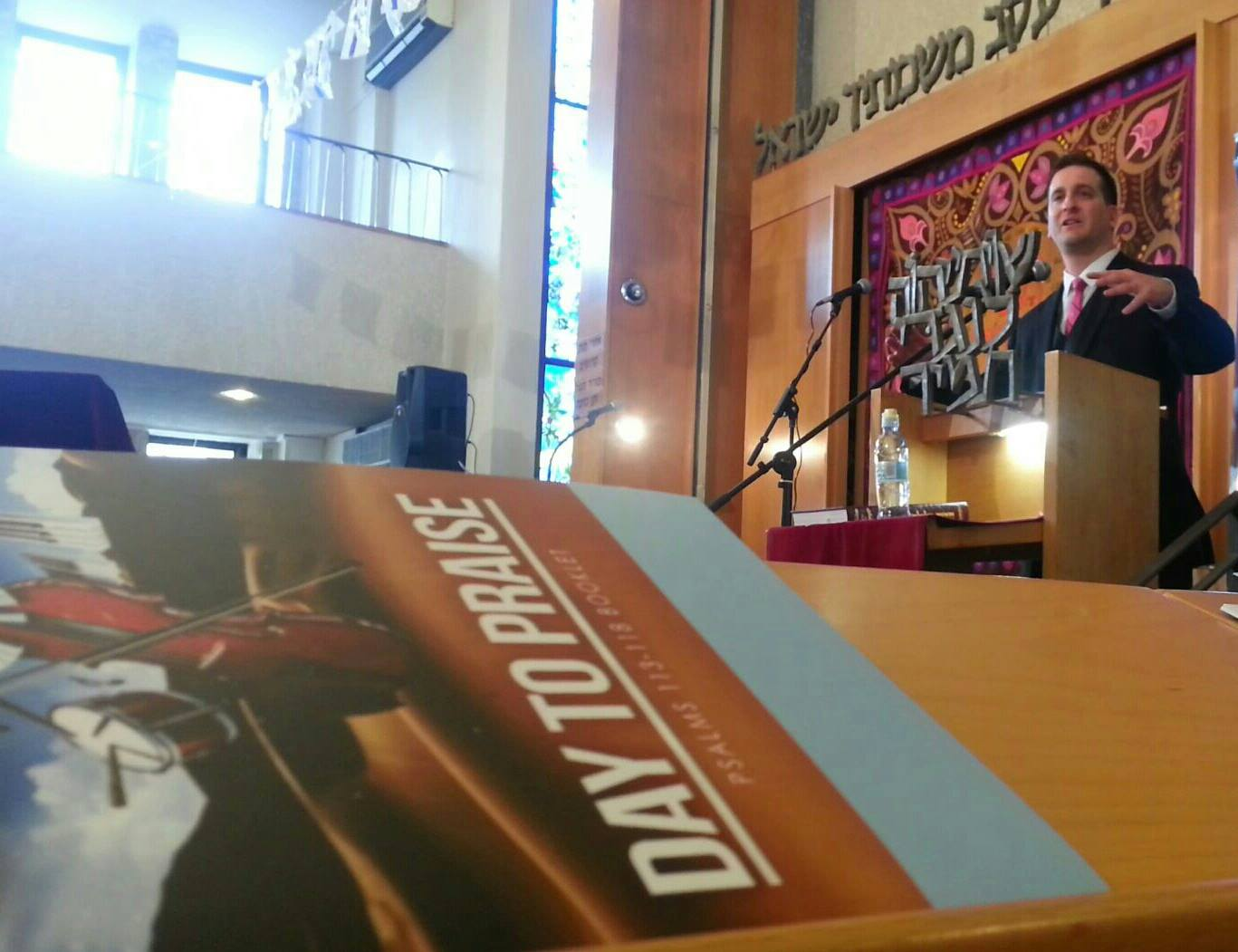
La cofondateur du Jour de louange, David Nekrutman, parlant à l'événement central au synagogue "HaZvi Israël" de Jérusalem, Israël, le 23 avril 2015.

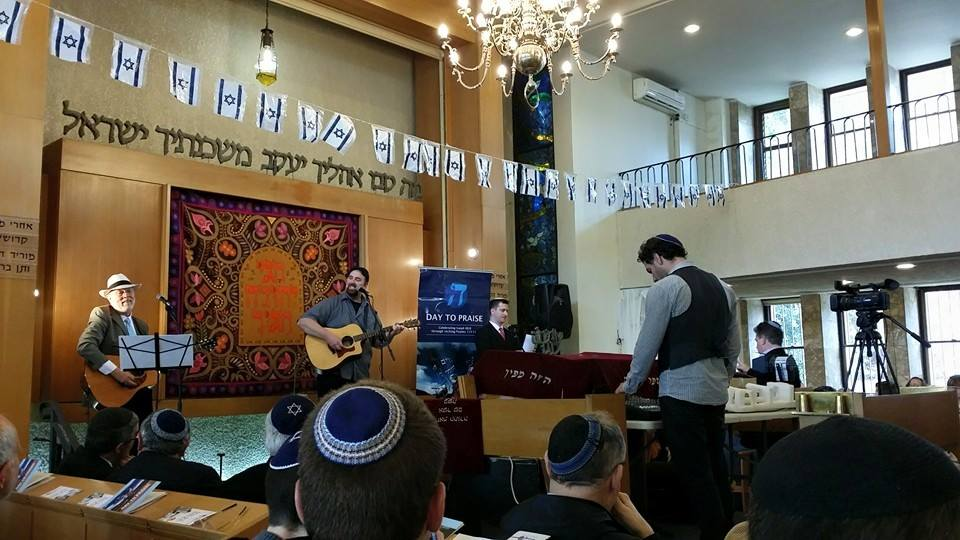
l'événement central du Jour de louange au synagogue "HaZvi Israël" de Jérusalem, Israël, le 23 avril 2015.

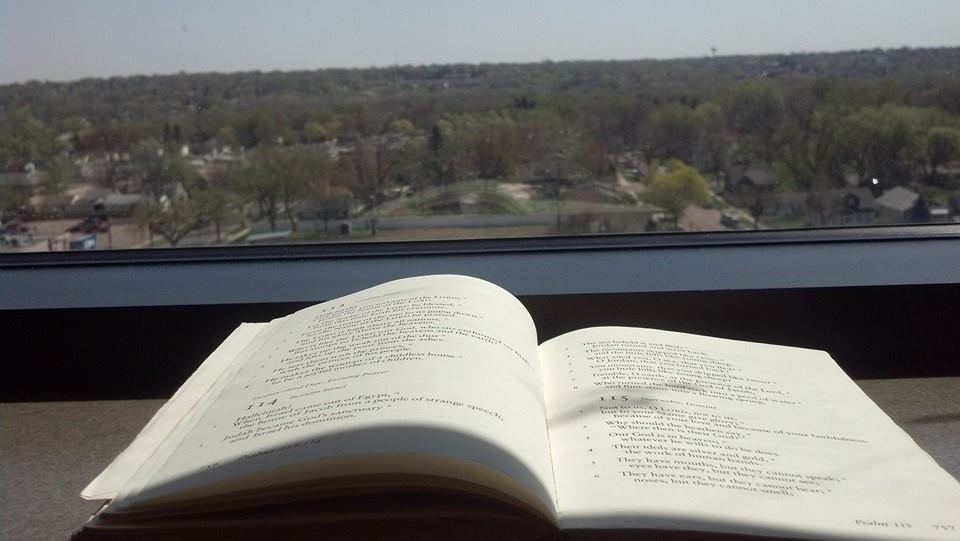
Photo prise à l'événement de le Jour de louange tenu à l'église du Bon Pasteur à Sioux Falls, Dakota du Sud, États-Unis, le 23 avril 2015.

L'initiative mondiale, Jour de louange, a été lancée en Mars 2015. Dans un email envoyé aux partisans d'Israël dans le monde entier rabbin Riskin écrit (traduit de l'anglais) :

« Étant donné le titre honorifique de l'Ambassadeur pour les relations judéo-chrétiennes de Premier ministre Benyamin Netanyahou, Dieu a récemment mis sur mon cœur pour remplir le mandat du Psaume 117: Louez l'Éternel, vous toutes les nations, Célébrez-le, vous tous les peuples! Car sa bonté pour nous est grande, Et sa fidélité dure à toujours. Louez l'Éternel! Je vois l'accomplissement de cet appel à travers les nations à travers le monde, qui croient dans le Dieu d'Abraham, d'Isaac et de Jacob, de réciter les Psaumes 113-118 sur Jour de l'Indépendance d'Israël avec la communauté juive. Par conséquent, je suis récemment lancé le l'initiative, Jour de louange, d'inviter le monde chrétien à réciter les Psaumes 113-118 avec nous. »

— Rabbin Shlomo Riskin, dans un email envoyé aux partisans d'Israël dans le monde entier, 11 mars 2015
Dans le cadre des célébrations de la louange de culte, Jour à la louange produites des chansons, inspirées par les Psaumes Hallel. Une partie des recettes provenant de ces chansons servirait à soutenir "Heart to Heart" (cœur à cœur), un programme de don de sang virtuelle unique pour bénir Israël et sauver des vies dans Israël.
L'initiative a provoqué un tollé dans les milieux juifs ultra-orthodoxes. Dans un communiqué, la fois chef séfarade rabbin d'Israël, et le grand rabbin de Jérusalem, le rabbin Shlomo Amar, a exprimé son "estomac barattage" à la lumière de la prière commune Hallel des juifs et des chrétiens dans une synagogue à Jérusalem dirigé par le rabbin Shlomo Riskin. Dans une réfutation, le rabbin Riskin a défendu ses actions en déclarant que «Nous parlons d'une prière d'action de grâce à Dieu qui inclurait les chrétiens qui adorent ses actions envers le peuple juif et la terre d'Israël... Ce qui pourrait être plus approprié ?». Plus tard cette année, en septembre, à la veille de Roch Hachana (le début de la nouvelle année juive), la demande de Riskin a été donné en outre le soutien par le rabbin Pessah Wolicki. Dans un article écrit pour The Times of Israel, Wolicki a écrit: «Bien que l'inconfort est compréhensible, nous osons pas supposer que ce qui est inconfortable et nouvelle est donc interdit.»
La 1re Jour de louange annuelle à la louange a eu lieu le 23 avril 2015 et le l'événement central aura lieu à la synagogue "HaZvi Israël" à Jérusalem. L'événement central aurait été rejoint par des dizaines de milliers de fidèles à travers le monde, dans leur propre groupes respectifs,,,.
Plus tard cette année, en 2015, lors de la fête de Souccot, CJCUC, avec son fondateur, le rabbin Shlomo Riskin, le grand rabbin d'Efrat, accueilli un événement interreligieux à Efrat dans lequel 200 juifs et chrétiens se sont réunis pour chanter les louanges de Dieu dans l'unité. Riskin a déclaré que «l'événement de prière aidera huissier à l'ère messianique.»

### En 2016

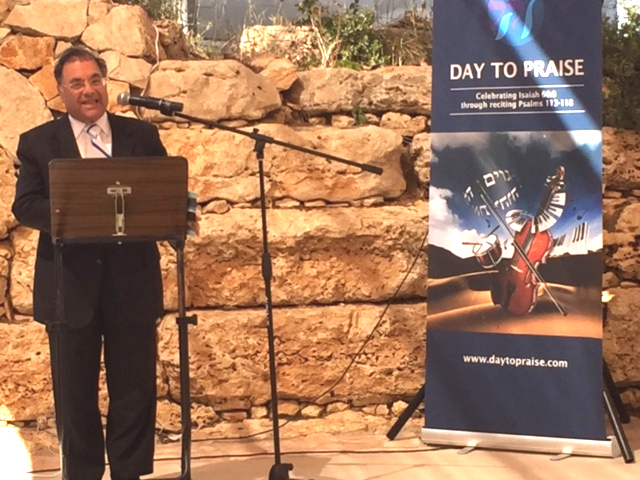
le rabbin Shlomo Riskin à l'événement central, le 12 mai 2016

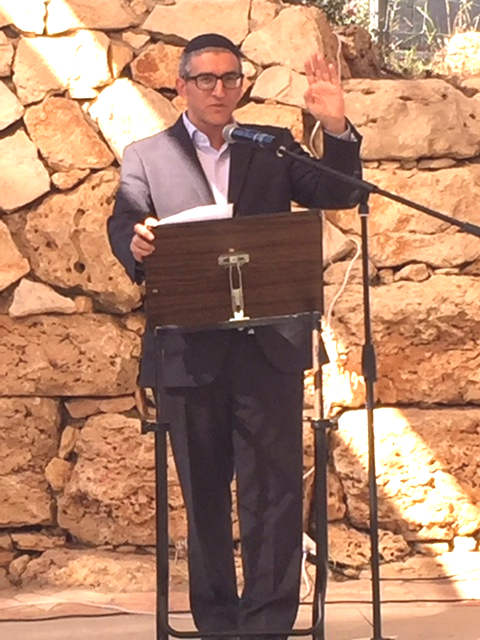
le rabbin Pesach Wolicki à l'événement central, le 12 mai 2016

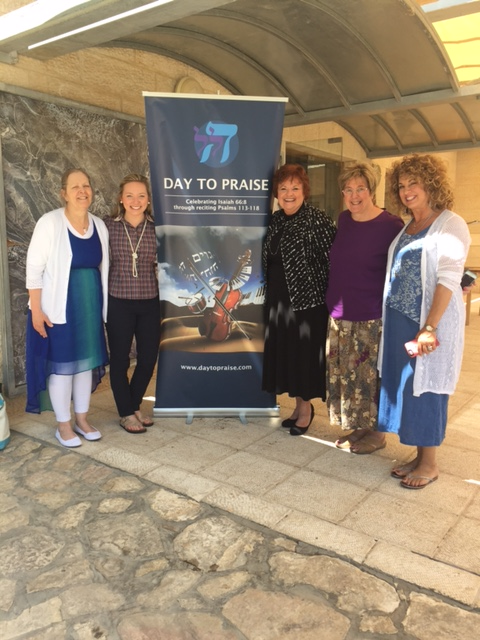
Participants à l'événement central, le 12 mai 2016

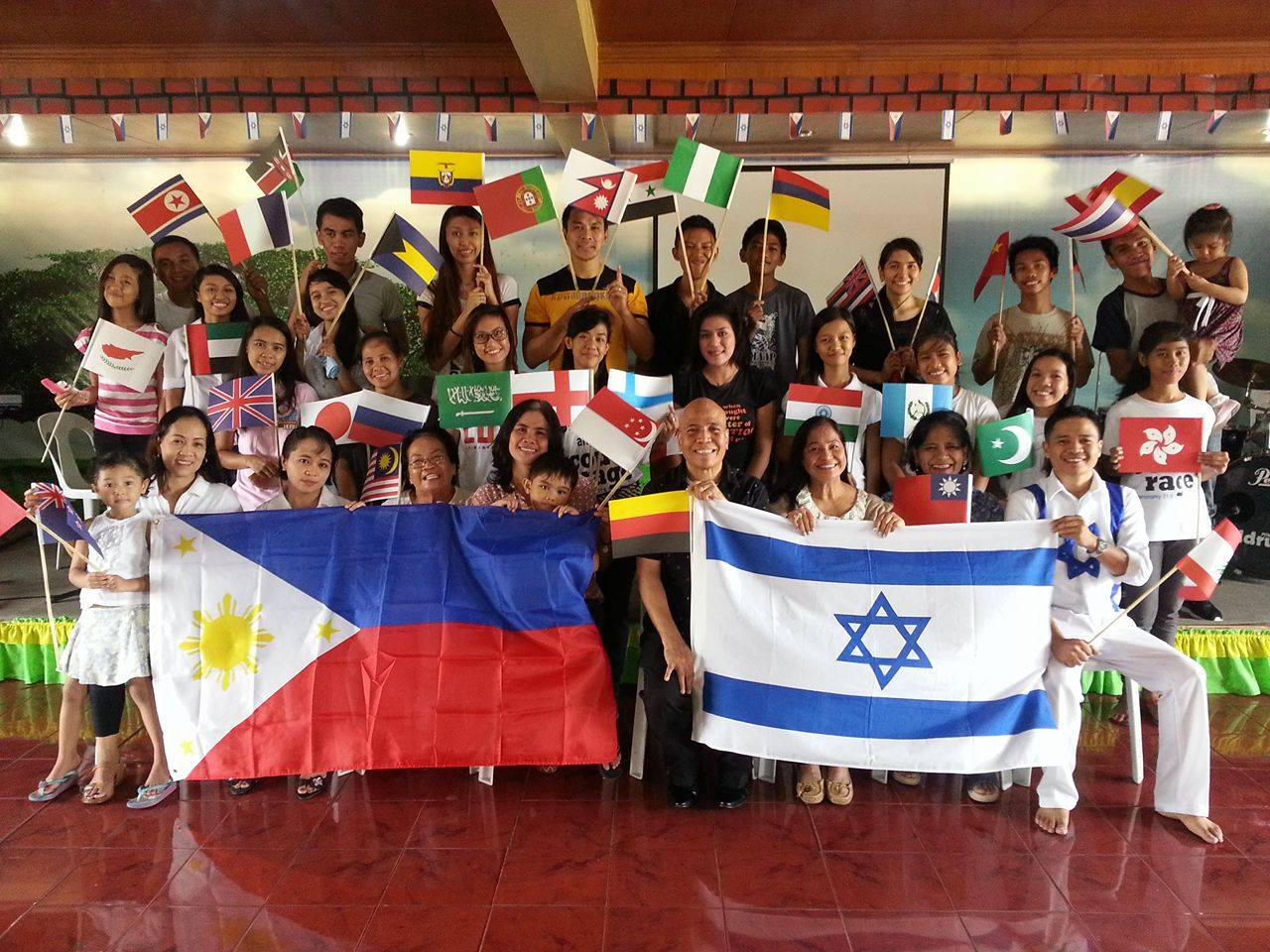
Mgr Armando Cruzem et sa congrégation à leur événement local de Jour de louange aux Philippines, le 12 mai 2016.

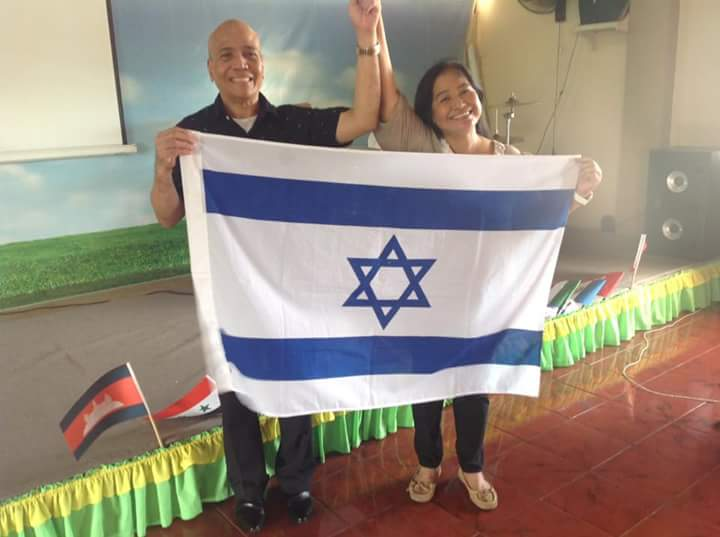
Mgr Armando Cruzem et son épouse Joy à leur événement local de Jour de louange aux Philippines, le 12 mai 2016.

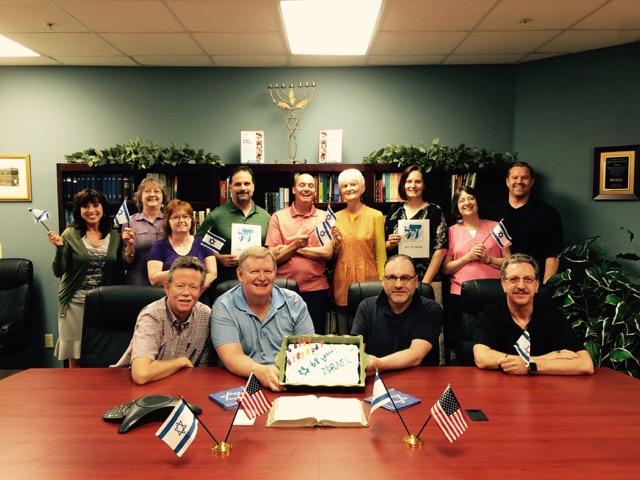
Le "Bridges for Peace" succursale à Melbourne, en Floride, lors de leur événement local de Jour de louange, le 12 mai 2016.

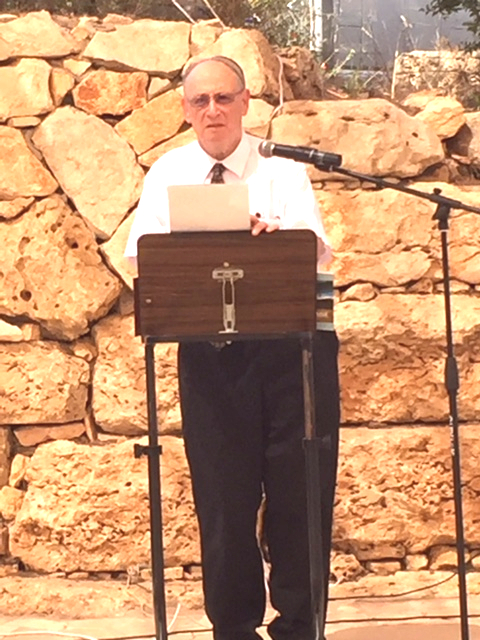
le rabbin Alan Yuter à l'événement central, le 12 mai 2016

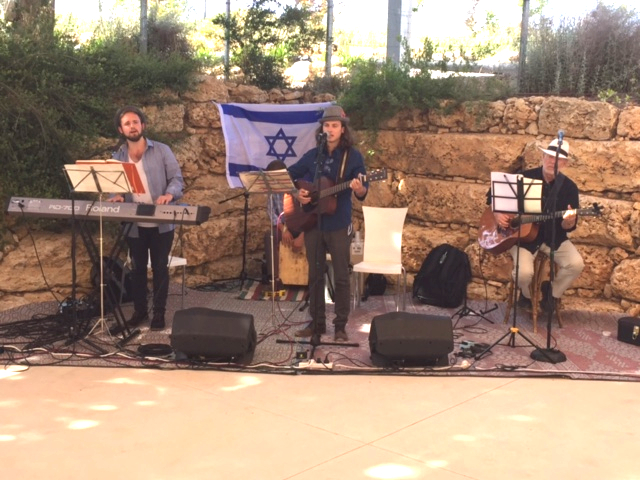
les Frères Portnoy à l'événement central, le 12 mai 2016

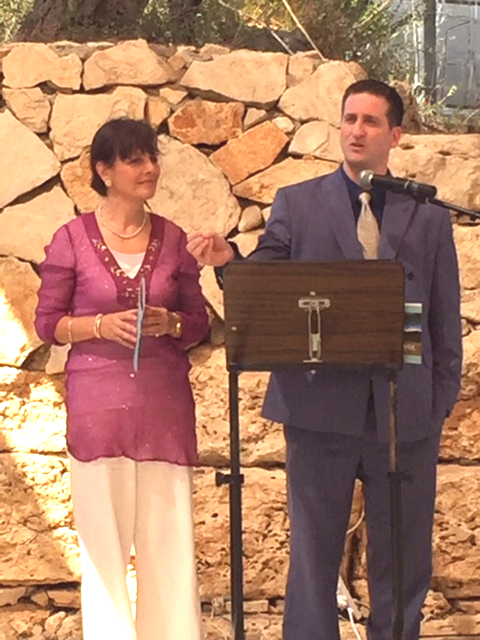
Nathalie Blackham et David Nekrutman à l'événement central, le 12 mai 2016

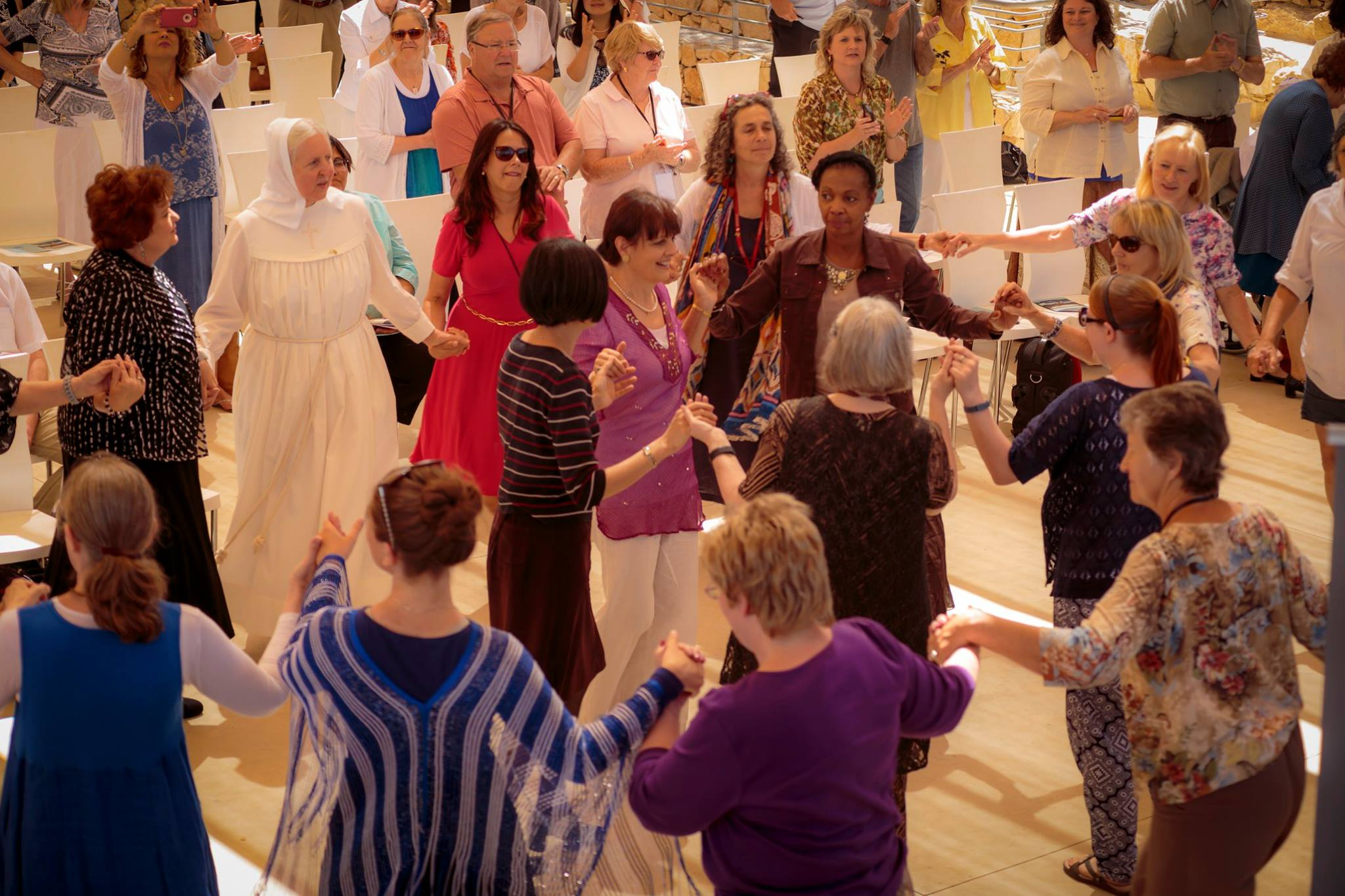
Danseuses à l'événement central, le 12 mai 2016

Le deuxième Jour de louange a eu lieu le 12 mai 2016 et l'événement central de a eu lieu à Gush Etzion, le théâtre de nombreuses attaques terroristes passées. L'événement se composait de 120 représentants des religions juives et chrétiennes. Les représentants étaient constitués de groupes en provenance d'Israël, les États-Unis, l'Allemagne et le Brésil et les organisations interconfessionnelles internationales telles que "Bridges for Peace" et "Chrétiens Amis d'Israël".
Pendant l'événement, chacun des participants de lire le Psaume 117 dans leur langue maternelle, puis le lire ensemble en hébreu. Selon le cofondateur, David Nekrutman, cela dans la collecte était l'accomplissement de la prophétie biblique de Sophonie; «Alors je donnerai aux peuples des lèvres pures, Afin qu'ils invoquent tous le nom de l'Eternel, Pour le servir d'un commun accord.» (Sophonie 3:9) ,,

### En 2017
La troisième Jour de louange a eu lieu le 2 mai 2017 et l'événement central de a eu lieu à Jérusalem. Selon la tradition, les participants juifs et chrétiens ont célébré en récitant les Psaumes 113-118, auxquels s'ajoutent des centaines d'autres de partout dans le monde. Le cofondateur de l'évènement, David Nekrutman, a déclaré que l'un des principaux thèmes de l'événement de cette année était «l'importance de se regarder et de se marrer ensemble» dans les Psaumes eux-mêmes. L'événement de cette année a également marqué le jubilé d'or de la réunification de Jérusalem. Une semaine avant le début des célébrations, un groupe de 125 chrétiens a été organisé un service Jour de louange d'Hallel en Allemagne. On a également signalé que quelques jours plus tard, la synagogue de Youngstown, Ohio, a invité les chrétiens à les rejoindre pour un service Hallel.

### En 2018

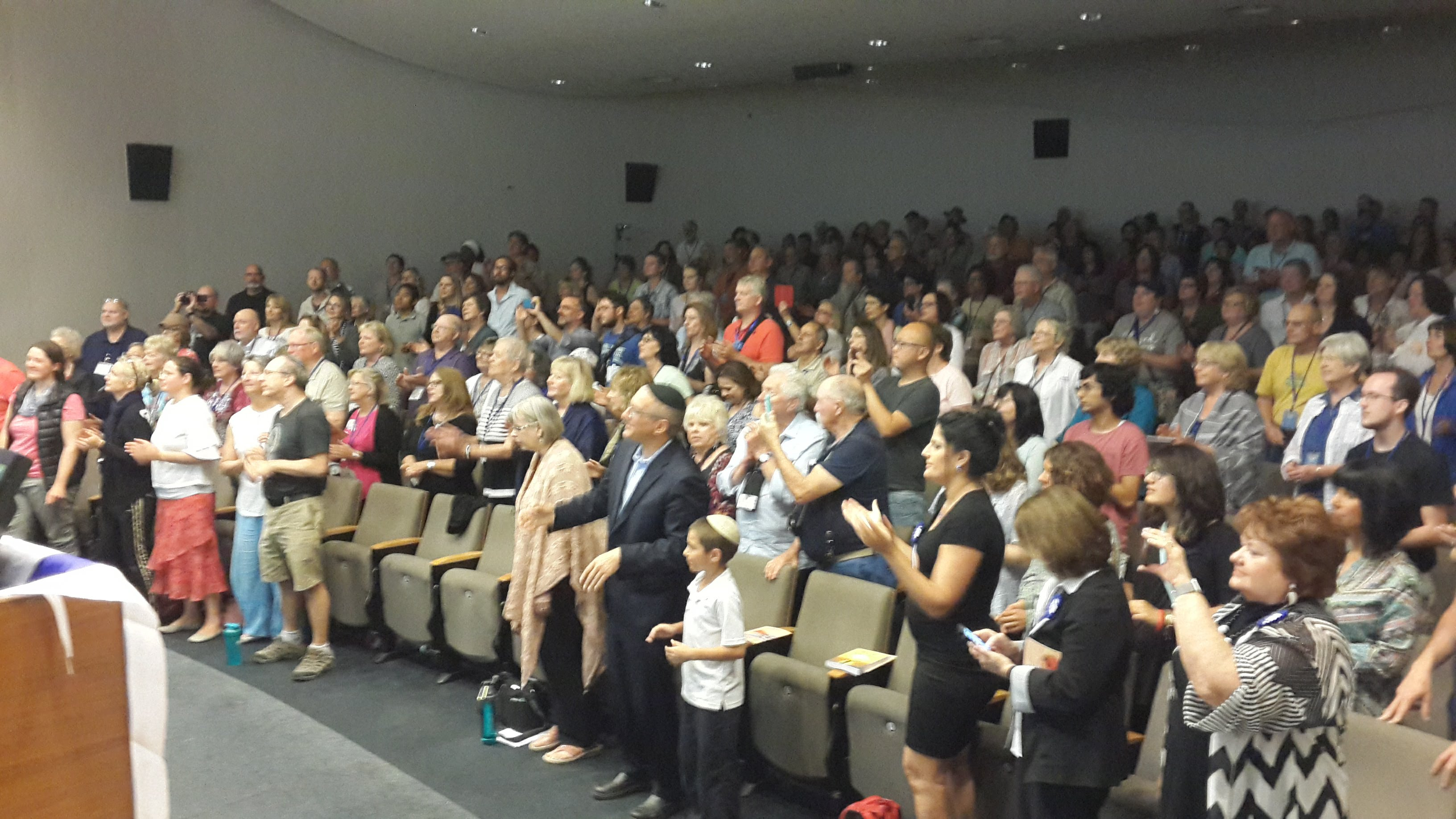
Les participants à la 4e Jour de louange de l'Indépendance d'Israël, 18 avril 2018

La quatrième Jour de louange a eu lieu le 19 avril 2018. L'événement central a eu lieu à la veille du 18 avril et a commencé par une cérémonie du Jour du Souvenir pour les soldats tombés au combat en Israël. Les Juifs et les Chrétiens se sont réunis dans un événement qui «les a emportés des profondeurs de la tristesse sur les pertes d'Israël dans les guerres de survie, au sommet de la joie du 70e anniversaire d'Israël». L'événement central de cette année a eu lieu au Centre John Hagee pour le patrimoine juif du Collège académique de Netanya, où environ 350 juifs et chrétiens étaient présents. Comme lors de chaque événement Jour de louange, les participants ont récité les psaumes de louange. Le directeur associé du CJCUC, Le rabbin Pesach Wolicki, a déclaré que les chrétiens louant Dieu et priant pour Israël sont "une pièce essentielle du puzzle prophétique" et que sans eux les prophéties sur la future geula (la rédemption) d'Israël ne seraient pas complètes.